# Radoje Domanović
Radoje Domanović (serbi: Радоје Домановић)  (Ovsište, 4 de febrer de 1873 (Julià) - Belgrad, 4 d'agost de 1908 (Julià)) fou un escriptor i mestre serbi, conegut habitualment pels seus contes satírics. Els seus anys d'adult van ser una lluita constant contra la tuberculosi. Aquesta circumstància de la seva vida i l'afecte que va inspirar en tots els que el van conèixer van crear una aura de romanticisme i sentimentalisme que contrasta amb les seves realitzacions literàries com a sàtir i poderós crític de la societat sèrbia contemporània.

## Biografia
Domanović va néixer al poble d'Ovsište, situat al municipi de Topola, al districte de Šumadija. Va assistir a un gymnasium a Kragujevac. Dos dels seus professors, Pera Đorđević i Sreten Stojković, seguidors de Svetozar Marković, van ser arrestats per intentar prendre el control del govern local i mostrar una bandera roja. De 1890 a 1894, Domanović va estudiar història i filologia a la Grand École de Belgrad. Va llegir alguns dels seus primers treballs als membres d'una organització estudiantil anomenada Pobratimstvo (Germans de sang). Domanović va ser un dels primers escriptors a començar a produir una expressió independent de la seva pròpia experiència urbana en els seus nous treballs, i no va ser molt abans que s'adoptés el terme "prosa de Belgrad" (beogradska proza) per referir-se a aquesta tendència en què Belgrad tenia un paper important, no només com a escenari d'acció, sinó gairebé com a actor mateix.
Domanović és considerat el millor escriptor satíric en tota la literatura sèrbia durant el tombant del segle xx. Escriptor talentós interessat en la política, Domanović va brandar la seva implacable ploma contra les injustícies d'una democràcia en construcció.
Escriptor d'històries humorístiques i satíriques, Domanović és especialment recordat pel seu llibre Kraljević Marko po drugi put među Srbima (Kraljević Marko per segon cop entre els serbis). En reienventar l'heroi popular príncep Marko, Domanović el col·loca al món modern. En escoltar els plors i lamentacions dels seus companys serbis, Marko demana el permís de Déu per tornar a la terra per ajudar-los. El seu desig és concedit, i el valent i fort Marko es troba a Belgrad. Malauradament, la seva manera d'enfrontar-se a situacions - colpejant els seus enemics amb la seva pesada maça - no és apreciada ni per les autoritats ni pels homes i dones normals al carrer. Hi ha moltes lliçons que Marko ha d'aprendre, si vol tenir èxit.
El 1893, Domanović va escriure i va publicar el seu primer treball, una història curta Na mjesečini (A la llum de la lluna), en una popular revista d'intel·lectuals anomenada Javor. Dos anys més tard, va obtenir el seu primer contracte com a professor en un gymnasium a Pirot. Allà va conèixer Jaša Prodanović, que el va ajudar a fundar el Partit Radical Serbi independent el 1901. En aquest moment, Domanović es va unir al Republikanska stranka (El Partit Republicà) i es va casar amb Natalija Ristić. Va prendre part activa per mantenir la doctrina del republicanisme durant el temps de la monarquia. Va ser amenaçat repetidament per no criticar l'establishment. Després de nou mesos, va ser traslladat, com a càstig a petició dels seus rivals polítics, a un gimnasyium a Vranje. Pel mateix motiu, després d'un any a Vranje, va ser traslladat a Leskovac. Després d'un discurs crític sobre la posició dels professors el 1898, va ser acomiadat del seu càrrec, juntament amb la seva esposa. Com a resposta, va escriure una història curta titulada Ukidanje strasti ("L'abolició de la passió").
El 1899 va publicar dues col·leccions de contes i la seva famosa història Danga, potser una inspiració per a l'obra de Ievgueni Zamiatin Nosaltres . L'any següent, va obtenir una feina governamental ben pagada com a empleat de l'arxiu de l'Estat. El 1902, després d'haver publicat Stradija, fou novament acomiadat de la seva feina. A la terra mítica de "Stradije" Domanović mostra com la policia evitava que els votants es preocupessin per emetre els vots a les eleccions lliures, mentre que els ministres del govern jugaven al joc de les cadires. (Fins i tot a finals del segle XX no hi ha res a afegir a la crítica de la mentalitat de l'esclavitud, de l'engany polític i de la propaganda que sempre té èxit). Domanović va començar a escriure editorials per a la revista  Odjek ("Eco"). Després de la caiguda del règim del rei Alexandre Obrenović el 1903, Domanović va tornar al seu càrrec, i aviat va obtenir un estipendi per treballar en les seves històries. S'ha dit que el cop d'estat li va salvar vida, ja que estava en una llista de liquidació del vell govern. El mateix any, insatisfet amb els petits canvis al país, va començar a editar la revista política "Stradija", en la qual intentava lluitar contra els desavantatges del nou règim. Decebut, es va donar més i més a la vida bohèmia, va abusar de la beguda, i solitari, amargat i pobre, va morir als 35 anys, el 4 d'agost / 17 d'agost de 1908 a Belgrad, a causa d'una tuberculosi. Li sobrevisqueren la seva esposa Natalija, el seu fill Zoran i la seva filla Danica.

## Històries curtes
Domanović va ser un dels primers escriptors (juntament amb Milutin Uskoković, Rastko Petrović, Bogdan Popović, Jovan Skerlić i altres) a començar a produir una expressió independent de la seva pròpia experiència urbana en les seves obres, i no fou gaire abans que s'adoptés el terme "Beogradska proza", la prosa de Belgrad, per referir-se a aquesta tendència en la qual la ciutat tenia una funció important, no només com escenari d'acció, sinó gairebé com a actor.
Domanović es podria comparar amb Jonathan Swift, i de fet, alguns crítics han suggerit que és el Swift serbi, ja que va ser excepcionalment expert a escriure sàtira càustica, fent que les seves històries fossin aclaparadoresament pessimistes i desoladores.
Domanović va viure només 35 anys i no va publicar molt; deixà algunes obres en forma manuscrita. Però en els últims anys de la seva breu vida va projectar i en part va completar un ambiciós projecte de ficció que feia justícia a les seves teories. Va proposar explicar en una sèrie d'històries curtes els errors i excessos en la vida política i social d'una societat que intentava trobar-se a si mateixa. Algunes de les seves històries més famoses són:
- Stradija (Terra de tribulació), una al·legoria en què castigava la crueltat de l'autoritat i l'obsequiositat dels seus súbdits.
- Danga (L'estigma), una història sobre el somni de l'autor de visitar un país imaginari on totes les persones segueixen cegament els seus líders en una societat distòpica. Després que tots els ciutadans estiguessin marcats al front, sense queixes, la història culmina quan el narrador proclama que, com a serbi, és molt més valent que ningú i demana que se'l marqui deu vegades.
- Ukidanje strasti (L'abolició de la passió), una ficció satírica sobre una legislació que prohibia la passió, després de la qual cosa la gent deixava de fer coses com fumar, beure, o participar en política.
- Razmišljanje jednog običnog srpskog vola (Raonament d'un bou ordinari de Sèrbia), critica el mal ús de Sèrbia, de la seva història i tradició.
- Kraljević Marko po drugi put među Srbima (Kraljević Marko entre els serbis per segon cop), una història d'un retorn d'un heroi èpic serbi i les falses promeses d'un futur millor.
- Mrtvo more (Mar morta), una història sobre la resistència de les masses contra qualsevol tipus de progrés..
- Vođa (El líder), Una història sobre el lideratge incompetent: persones que van triar una persona que mai no havien vist abans per conduir-les a un lloc millor. Després d'un llarg viatge, s'adonen que el seu líder era cec.